# Tolliella fulguritella
Tolliella fulguritella ist ein Schmetterling (Nachtfalter) aus der Familie der Prachtfalter (Cosmopterigidae).

## Merkmale
Die Falter erreichen eine Flügelspannweite von 17 bis 24 Millimeter. Kopf und Stirn (Frons) glänzen ockerbraun, die Fühler sind weiß. Thorax und Tegulae glänzen dunkelbraun. Die Vorderflügel sind dunkel schwarzbraun und haben einen weißen Basalstrich. Zur Flügelzeichnung gehören drei weiße Binden mit unregelmäßigen und gezahnten Rändern. Die erste befindet sich bei 1/5 der Vorderflügellänge und verläuft von der Costalader leicht schräg nach innen bis über die Analfalte hinaus. Die zweite befindet sich in der Flügelmitte und verläuft leicht schräg von der Costalader bis vor den Innenwinkel. Die dritte befindet sich 5/6 der Vorderflügellänge. Die beiden äußeren Binden sind zickzack-förmig. Die Fransenschuppen sind braun. Die Hinterflügel glänzen braun und haben ockerfarbene Fransenschuppen. Die ersten drei Segmente des Abdomens sind gelblich, die übrigen Segmente glänzen braun.
Bei den Männchen ist das rechte Brachium lang und kräftig und mehr als dreimal so lang wie das linke. Es ist in der Mitte schmal und apikal hakenförmig. Das linke Brachium ist dreieckig und hat einen spitz zulaufenden Apex. Die Valven sind lang und schwach gelappt. Die rechte Valvella ist dreieckig und läuft spitz zu. Die linke Valvella ist kurz und mit zwei sehr langen Borsten versehen. Der Aedeagus ist flaschenförmig. Der Coecum penis ist groß und zylindrisch, der distale Teil ist schmal, behaart und weitet sich in Richtung Apex.
Bei den Weibchen sind die Apophyses posteriores etwas länger als die Apophyses anteriores. Das Ostium ist oval, das Sterigma ist trichterförmig. Der Ductus bursae ist membranös und etwas kürzer als das Corpus bursae. Das Corpus bursae ist eiförmig, der Ductus seminalis beginnt im hinteren Teil. Signa sind nicht vorhanden.

### Ähnliche Arten
Tolliella fulguritella ähnelt Eteobalea tririvella und Hodgesiella rebeli, hat aber eine viel größere Flügelspannweite. Tolliella fulguritella hat im Gegensatz zu E. tririvella einen braunen Kopf, reinweiße Binden auf den Vorderflügeln und der weiße Fleck auf den Vorderflügeln fehlt. Tolliella truncatula wurde 2009 als neue Art aus China beschrieben, bis dahin galt die Gattung Tolliella als monotypisch. Die neue Art ähnelt T. fulguritella, unterscheidet sich von dieser aber durch das Fehlen des kurzen weißen Strichs an der Vorderflügelbasis. Vor dem Apex befindet sich dagegen ein großer weißer Costalfleck.

## Verbreitung
Tolliella fulguritella ist in Kleinasien und im Nahen Osten verbreitet (Türkei, Libanon, Syrien, Jordanien, Irak).

## Biologie
Die Biologie der Art ist unbekannt. Falter wurden im Juli gesammelt.

## Systematik
Aus der Literatur sind die folgenden Synonyme bekannt:
- Stagmatophora fulguritella Ragonot, 1895
- Limnoecia copidobathra Meyrick, 1936

## Belege
1. 1 2 3 4 5 6 7  J. C. Koster, S. Yu. Sinev: Momphidae, Batrachedridae, Stathmopodidae, Agonoxenidae, Cosmopterigidae, Chrysopeleiidae. In: P. Huemer, O. Karsholt, L. Lyneborg (Hrsg.): Microlepidoptera of Europe. 1. Auflage. Band 5. Apollo Books, Stenstrup 2003, ISBN 87-88757-66-8, S. 167 (englisch).
2. ↑  Zhiwei Zhang, Houhun Li (2009): First record of the genus Tolliella Riedl (Lepidoptera, Cosmopterigidae) in China, with description of one new species. Acta Zootaxonomica Sinica 34(1): Seite 46–48